# Farol de Sandbore Caye
O farol de Sandbore Caye é um farol localizado no extremo norte do Recife do Farol a 74 quilómetros da Cidade de Belize, Belize. 

## História
A estação em Sandbore Caye foi estabelecida no ano de 1886, sendo construído o primeiro farol formado por uma torre esquelética de  20 metros de altura. A luz atual tem uma torre truncada quadrada esquelética com varanda, e uma altura focal de 25 metros, emitindo um flash branco a cada 10 segundos.